# Терс-Багалак
Терс-Багала́к (укр. Терс-Багалак, крымскотат. Ters Bağalaq, Терс Багъалакъ) — исчезнувшее село в Джанкойском районе Республики Крым, располагавшееся на севере района, в степной части Крыма, примерно в 3 км к юго-западу от современного села Мартыновка.

## История
Первое документальное упоминание села встречается в Камеральном Описании Крыма… 1784 года, судя по которому, в последний период Крымского ханства Терес Багалак входил в Орта Чонгарский кадылык Карасубазарского каймаканства.
После присоединения Крыма к России (8) 19 апреля 1783 года, (8) 19 февраля 1784 года, именным указом Екатерины II сенату, на территории бывшего Крымского Ханства была образована Таврическая область и деревня была приписана к Перекопскому уезду. После Павловских реформ, с 1796 по 1802 год, входила в Перекопский уезд Новороссийской губернии. По новому административному делению, после создания 8 (20) октября 1802 года Таврической губернии, Терс-Багалак был включён в состав Джанайской волости Перекопского уезда.
По Ведомости о всех селениях в Перекопском уезде состоящих с показанием в которой волости сколько числом дворов и душ… от 21 октября 1805 года в деревне Терс-Багалак числилось 12 дворов, 63 крымских татарина и 1 ясыр. На военно-топографической карте генерал-майора Мухина 1817 года деревня Терс багалак обозначена с 14 дворами. После реформы волостного деления 1829 года Терес Багалак, согласно «Ведомости о казённых волостях Таврической губернии 1829 года», остался в составе Джанайской волости. На карте 1836 года в деревне 11 дворов. Видимо, вследствие эмиграции крымских татар в Турцию, деревня опустела и на карте 1842 года обозначена условным знаком «малая деревня», то есть, менее 5 дворов.
Согласно «Памятной книжке Таврической губернии за 1867 год», деревня стояла покинутая, ввиду эмиграции крымских татар, особенно массовой после Крымской войны 1853—1856 годов, в Турцию.
Возрожден поселение было, как хутор, в 1890-х годах, поскольку вновь упоминается в «…Памятной книжке Таврической губернии на 1900 год», согласно которой, на хуторе Терс-Багалак Богемской волости, числилось 25 жителей в 4 дворах. По Статистическому справочнику Таврической губернии. Ч.II-я. Статистический очерк, выпуск пятый Перекопский уезд, 1915 год, в деревне Терс-Богалак Богемской волости Перекопского уезда числилось 5 дворов с русским населением в количестве 35 человек приписных жителей и 6 «посторонних», из которых 23 мужчины и 18 женщин. Жители владели 380 десятинами удобной земли. В хозяйствах имелось 25 лошадей, 11 коров и 15 голов мелкого скота. Также было 2 хутора Терс-Богалак: наследников Панченко и Бабанина, в обех по 1 двору. На хуторе наследников Панченко числилось, 4 человека приписных жителей и 8 — «посторонних», из которых 9 мужчины и 6 женщин, 220 десятин удобной земли, 12 лошадей, 12 коров, 4 вола и 50 голов мелкого скота.. На хуторе Бабанина — 9 человек приписных и 3 «посторонних» — 6 мужчин и 6 женщин, 50 десятин удобной земли, 9 лошади, 4 коровы и 40 голов мелкого скота.
После установления в Крыму Советской власти, по постановлению Крымревкома от 8 января 1921 года № 206 «Об изменении административных границ» была упразднена волостная система и в составе Джанкойского уезда был создан Джанкойский район. В 1922 году уезды преобразовали в округа. 11 октября 1923 года, согласно постановлению ВЦИК, в административное деление Крымской АССР были внесены изменения, в результате которых округа были ликвидированы, основной административной единицей стал Джанкойский район и село включили в его состав. Согласно Списку населённых пунктов Крымской АССР по Всесоюзной переписи 17 декабря 1926 года, в селе Терс-Богалак, Таганашского сельсовета Джанкойского района, числилось 17 дворов, все крестьянские, население составляло 88 человек, все русские. Видимо, упразднён в процессе коллективизации, так как на карте 1931 года Терс-Богалак ещё присутствует, а на подробной карте РККА северного Крыма 1941 года на месте селения обозначены безымянные развалины.